# ریکاردو پاسی
ریکاردو پاسی (انگلیسی: Riccardo Pasi؛ زادهٔ ۲۷ اوت ۱۹۹۰) بازیکن فوتبال اهل ایتالیا است.
از باشگاه‌هایی که در آن بازی کرده‌است می‌توان به باشگاه فوتبال مودنا، باشگاه فوتبال پارما، باشگاه فوتبال کرمونزه، باشگاه فوتبال بولونیا، و باشگاه فوتبال کیاسو اشاره کرد.